# Grkinja
Grkinja (en serbe cyrillique : Гркиња) est un village de Serbie situé dans la municipalité de Gadžin Han, district de Nišava. Au recensement de 2011, il comptait 649 habitants.

## Démographie
| 1948  | 1953  | 1961  | 1971  | 1981 | 1991 | 2002 | 2011 |
| ----- | ----- | ----- | ----- | ---- | ---- | ---- | ---- |
| 1 402 | 1 393 | 1 320 | 1 101 | 973  | 833  | 771  | 649  |

|  |